# Боголюбовская волость (Верхнеднепровский уезд)
Боголюбовская волость — административно-территориальная единица Верхнеднепровского уезда Екатеринославской губернии.
По состоянию на 1886 год состояла из 26 поселений, 26 сельских общин. Население 3483 человек (2182 мужского пола и 1936 женского), 677 дворовых хозяйств.
| Собственность  | Площадь (в т. ч. пахотной) |
| -------------- | -------------------------- |
| Сельских общин | 4075 (2555)                |
| Частная        | 35 650 (9522)              |
| Другая         | 237 (110)                  |
| Всего          | 38 937 (11 939)            |

Самые большие поселения:
- Боголюбовка (Никифоровка, Татаровка) — село при реке Жёлтая в 75 верстах от уездного города, 153 человека, 31 двор, церковь православная.
- Артемьевка (Мареполь, Оболоновка) — село при реке Зелёная, 239 человек, 41 двор, церковь православная.
- Красноивановка (Коншиновка) — село при реке Осиковатая, 372 человека, 80 дворов, трактир.
- Никифоровка — село при реке Жёлтая, 61 человек, 14 дворов, лавка.

По состоянию на 1908 год волость была расформирована, территория и населённые пункты отнесены к Саксаганской, Желтянской и Зеленской волостям.